# Allantopora minuta
Allantopora minuta is een mosdiertjessoort uit de familie van de Calloporidae. De wetenschappelijke naam van de soort is, als Callopora minuta, voor het eerst geldig gepubliceerd in 1973 door Harmelin.